# Keith Szarabajka
Keith Szarabajka, född 2 december 1952 i Oak Park i Illinois, är en amerikansk skådespelare och röstskådespelare. Några av hans mest kända roller inkluderar Harlan Williams i Stephen King-miniserien Golden Years och Stephens i filmen The Dark Knight.

## Filmografi

### Filmer
| År        | Titel                                  | Roll                          | Noter                                                                                                 |
| --------- | -------------------------------------- | ----------------------------- | --- |
| 1980      | Simon                                  | Josh                          | |
| 1982      | Försvunnen                             | David Holloway                | |
| 1984      | Har jag gjort bort mej nu igen?        | Crowe                         | |
| 1985      | Varning livsfara                       | Tippett                       | |
| 1985      | Marie                                  | Kevin McCormack               | |
| 1987      | The Misfit Brigade                     | Old man                       | |
| 1987      | Walker                                 |                               | |
| 1989      | Staying Together                       |                               | |
| 1991      | 3×3 Eyes                               | Professor Fujii Ryouko (röst) | Engelska dubbade versionen                                                                            |
| 1992      | Under Cover of Darkness                | Clayton Dooley                | |
| 1993      | A Perfect World                        | Terry Pugh                    | |
| 1994      | Andre - den fantastiska sälungen       | Billy Baker                   | |
| 1998      | Dancer, Texas Pop. 81                  | Squirrel's Father             | |
| 1999      | Den gröna milen                        | Donald Jetstone               | |
| 2002      | We Were Soldiers                       | Diplomatic Spook              | |
| 2002      | Den vilda familjen Thornberry - filmen | Poacher (röst)                | |
| 2008      | The Dark Knight                        | Stephens                      | |
| 2008      | Dead Space: Downfall                   | Dr. Kyne (röst)               | |
| 2010-2011 | Sons of Anarchy                        | Viktor Putlova                | |
| 2011      | Transformers: Dark of the Moon         | Laserbeak                     | Nominerad - Golden Raspberry Award for Worst Screen Ensemble Delad med resten av filmens skådespelare |
| 2012      | Argo                                   | Adam Engell                   | |
| 2013      | Criminal Minds                         | Detective Marty Friedman      | |
| 2013      | The Insomniac                          | Ted Lemont                    | |

### Datorspel
| År   | Titel                                           | Roll | Noter           |
| ---- | ----------------------------------------------- | --- | --------------- |
| 1998 | Grim Fandango                                   | Bowlsley |                 |
| 2000 | Star Wars: Force Commander                      | Dewback Trooper Infiltrator TIE Fighter Pilot |                 |
| 2001 | Command & Conquer: Yuri's Revenge               | Röst |                 |
| 2003 | James Bond 007: Everything or Nothing           | Arkady Yayakov |                 |
| 2003 | Crimson Skies: High Road to Revenge             | Kahn |                 |
| 2003 | Gladius                                         | Olika röstroller |                 |
| 2004 | Viewtiful Joe 2                                 | Jet Black Emperor of Gedow the Blackon |                 |
| 2004 | The Bard's Tale                                 | Olika röstroller |                 |
| 2004 | Spider-Man 2: The Game                          | Wolverine | GameBoy Edition |
| 2004 | Xenosaga                                        | Boss Dmitri Yuriev Captain Vanderkam |                 |
| 2005 | Darkwatch: Curse of the West                    | Olika röstroller |                 |
| 2005 | Madagascar                                      | Reggie the Rhino Cop Big Louie |                 |
| 2005 | Xenosaga III                                    | Dmitri Yuriev Helmer Erde |                 |
| 2005 | Viewtiful Joe: Red Hot Rumble                   | Jet Black |                 |
| 2005 | Ultimate Spider-Man: The Game                   | Wolverine |                 |
| 2005 | EverQuest II                                    | Olika röstroller |                 |
| 2005 | Rainbow Six: Lockdown                           | Olika röstroller |                 |
| 2006 | Mass Effect                                     | Lilihierax |                 |
| 2006 | Splinter Cell: Double Agent                     | Emile Dufraisne |                 |
| 2006 | Guild Wars                                      | Master of Whispers |                 |
| 2006 | Gothic 3                                        | Xardas |                 |
| 2006 | Company of Heroes                               | Olika röstroller |                 |
| 2007 | Transformers: The Game                          | Decepticons |                 |
| 2007 | Command & Conquer 3: Tiberium Wars              | Olika röstroller |                 |
| 2007 | Titan Quest: Immortal Throne                    | Olika röstroller |                 |
| 2008 | Condemned 2: Bloodshot                          | Inferi Patron Speedballer Thugs |                 |
| 2008 | Dead Space                                      | Dr. Terrence Kyne |                 |
| 2008 | Spider-Man: Web of Shadows                      | Eddie Brock/Venom |                 |
| 2009 | Red Faction Guerrilla                           | Olika röstroller |                 |
| 2009 | Command & Conquer 4                             | Olika röstroller |                 |
| 2009 | Dragon Age: Origins                             | Nug Wrangler Boermor Shaper Assistant Milldrate Cristof Smart Dwarf Male Jertrin Herbalist Widron Shady Corebit Orphanage Demon Fixer Gredin Hospice Supervisor Howe Estate Guard Dwarven Soldier Dust Town Thug Leader Shady Patron Harrowmont Fanatic |                 |
| 2010 | Warhammer 40,000: Dawn of War II - Chaos Rising | Captain Apollo Diomedes Wraithguard |                 |
| 2010 | BioShock 2                                      | Reed Wahl |                 |
| 2010 | Mass Effect 2                                   | Harbinger Delan Elias Kelham |                 |
| 2010 | Darksiders                                      | Azrael |                 |
| 2010 | Quantum Theory                                  | Franz Xex |                 |
| 2010 | Spider-Man: Shattered Dimensions                | Olika röstroller |                 |
| 2010 | Minerva's Den                                   | Reed Wahl |                 |
| 2010 | Transformers: War for Cybertron                 | Ironhide |                 |
| 2010 | Fallout: New Vegas                              | Joshua Graham |                 |
| 2010 | Dead Space 2                                    | Olika röstroller |                 |
| 2010 | Call of Duty: Black Ops                         | Olika röstroller |                 |
| 2011 | L.A. Noire                                      | Herschel Biggs |                 |
| 2011 | Warhammer 40,000: Dawn of War II - Retribution  | Captain Apollo Diomedes |                 |
| 2011 | The Elder Scrolls V: Skyrim                     | Erandur Dark Elves |                 |
| 2011 | X-Men: Destiny                                  | Bastion |                 |
| 2012 | Transformers: Fall of Cybertron                 | Ironhide |                 |
| 2012 | Darksiders II                                   | The Crowfather The Scribe Wicked K Nephilim Whisper |                 |
| 2012 | The Amazing Spider-Man                          | Olika röstroller |                 |
| 2012 | Mass Effect 3                                   | Harbinger |                 |
| 2012 | Call of Duty: Black Ops II                      | Russman |                 |
| 2012 | Doom 3 BFG Edition                              | Alpha Team: Sgt Roycewick |                 |
| 2012 | Asura's Wrath                                   | Kalrow |                 |
| 2012 | Halo 4                                          | Didact/Doctor Alexander |                 |
| 2012 | Skylanders: Giants                              | Flameslinger |                 |
| 2013 | Dead Space 3                                    | Spencer Mahad |                 |
| 2013 | Bioshock Infinite                               | Cornelius Slate |                 |
| 2013 | Saints Row IV                                   | Clawz |                 |